# 岩手縣縣道列表

岩手縣道路標的統一格式

岩手縣縣道列表列出所有岩手縣內的縣道。
路線名後之※符號代表存在冬季封閉路段

## 主要地方道
- 1 盛岡橫手線（日语：岩手県道・秋田県道1号盛岡横手線）（在盛岡市西繞道（日语：盛岡西バイパス）北口十字路口至雫石町雫石繞道（日语：雫石バイパス）東口十字路口之間與國道46號重疊。同為秋田縣道。在秋田縣一方區間與國道107號（日语：国道107号）重疊。盛岡市稻荷町路口至西繞道北口十字路口之間，以及雫石繞道東口十字路口至雫石町下町東三差路之間為舊國道46號）
- 2 盛岡停車場線（日语：岩手県道2号盛岡停車場線）（舊國道4號）
- 3 一關停車場線（日语：岩手県道3号一関停車場線）
- 4 釜石港線（日语：岩手県道4号釜石港線）（舊國道45號）
- 5 一戶山形線（日语：岩手県道5号一戸山形線）
- 6 二戶五日市線（日语：岩手県道6号二戸五日市線）（舊名：二戶安代線）
- 7 久慈岩泉線（日语：岩手県道7号久慈岩泉線）
- 8 水澤米里線（日语：岩手県道8号水沢米里線）（舊名：水澤人首住田線）
- 9 大船渡綾里三陸線（日语：岩手県道9号大船渡綾里三陸線）（舊國道45號）
- 10 江刺室根線（日语：岩手県道10号江刺室根線）
- 11 八戶大野線（日语：青森県道・岩手県道11号八戸大野線）（同為青森縣道。八戶市內有一段區間為單程路）
- 12 花卷大曲線（日语：岩手県道・秋田県道12号花巻大曲線）（同為秋田縣道。通稱「銀河滑床Line」。道路在兩縣之間不能通行。）※（只限花卷市至西和賀町之間）
- 13 盛岡和賀線（日语：岩手県道13号盛岡和賀線）
- 14 一関北上線（日语：岩手県道14号一関北上線）
- 15 一戶葛卷線（日语：岩手県道15号一戸葛巻線）
- 16 盛岡環狀線（日语：岩手県道16号盛岡環状線）
- 17 岩手平館線（日语：岩手県道17号岩手平舘線）（岩手町中心區間為舊國道4號和舊國道281號（日语：国道281号））
- 18 本吉室根線（日语：宮城県道・岩手県道18号本吉室根線）（同為宮城縣道）
- 19 一關大東線（日语：岩手県道19号一関大東線）
- 20 輕米種市線（日语：岩手県道20号軽米種市線）
- 21 花泉藤澤線（日语：岩手県道21号花泉藤沢線）
- 22 輕米九戶線（日语：岩手県道22号軽米九戸線）
- 23 大更八幡平線（日语：岩手県道・秋田県道23号大更八幡平線）（同為秋田縣道。通稱「八幡平Aspite Line」。從前為收費道路。舊名：西根八幡平線。）※（只限岩手、秋田縣界之間）
- 24 二戶九戶線（日语：岩手県道24号二戸九戸線）
- 25 紫波江繋線（日语：岩手県道25号紫波江繋線）（舊名：紫波川井線。夏天時期會規管私家車進入該道路）※
- 26 大槌小國線（日语：岩手県道26号大槌小国線）（舊名：大槌川井線。部分區間在大型車輛通過時會比較困難）
- 27 江刺東和線（日语：岩手県道27号江刺東和線）
- 28 花卷北上線（日语：岩手県道28号花巻北上線）
- 29 野田山形線（日语：岩手県道29号野田山形線）（部分區間在大型車輛通過時會比較困難）※
- 30 葛卷日影線（日语：岩手県道30号葛巻日影線）（舊名：葛卷安代線。在黑森峠不能通行。）※
- 31 平泉嚴美溪線（日语：岩手県道31号平泉厳美渓線）
- 32 二戶田子線（日语：岩手県道・青森県道32号二戸田子線）（同為青森縣道）
- 33 輕米名川線（日语：岩手県道・青森県道33号軽米名川線）（同為青森縣道）
- 34 氣仙沼陸前高田線（日语：宮城県道・岩手県道34号気仙沼陸前高田線）（同為宮城縣道）
- 35 釜石遠野線（日语：岩手県道35号釜石遠野線）
- 36 上米內湯澤線（日语：岩手県道36号上米内湯沢線）（盛岡南連絡道路（日语：盛岡南インターチェンジ）。舊名：盛岡大迫線&西安庭津志田線）
- 37 花卷平泉線（日语：岩手県道37号花巻平泉線）（岩手縣內最長縣道。在2014年（平成26年）4月1日前名為花卷衣川線[1]）
- 38 大船渡廣田陸前高田線（日语：岩手県道38号大船渡広田陸前高田線）（舊名：大船渡陸前高田線。舊國道45號）
- 39 北上東和線（日语：岩手県道39号北上東和線）
- 40 宮古岩泉線（日语：岩手県道40号宮古岩泉線）（部分區間在大型車輛通過時會比較困難。起點至宮古站入口之間為舊國道106號（日语：国道106号））
- 41 重茂半島線（日语：岩手県道41号重茂半島線）（部分區間在大型車輛通過時會比較困難）
- 42 戶呂町輕米線（日语：岩手県道42号戸呂町軽米線）
- 43 盛岡大迫東和線（日语：岩手県道43号盛岡大迫東和線）（舊名：盛岡大迫線）※
- 44 岩泉平井賀普代線（日语：岩手県道44号岩泉平井賀普代線）
- 45 柏台松尾線（日语：岩手県道45号柏台松尾線）（松尾八幡平連絡道路（日语：松尾八幡平インターチェンジ））
- 46 紫波連絡線（日语：岩手県道46号紫波インター線）
- 47 北上西連絡線（日语：岩手県道47号北上西インター線）
- 48 彌榮金成線（日语：岩手県道・宮城県道48号弥栄金成線）（同為宮城縣道）
- 49 栗駒平泉線（日语：宮城県道・岩手県道49号栗駒平泉線）（同為宮城縣道。在2014年（平成26年）4月1日前名為栗駒衣川線[1]｡奧州市衣川區至平泉町之間與縣道37號重疊）
- 50 北上金崎連絡線（日语：岩手県道50号北上金ケ崎インター線）

## 一般縣道

### 100-199
- 101 小鳥谷停車場線（日语：岩手県道101号小鳥谷停車場線）（舊國道4號）
- 102 石鳥谷大迫線（日语：岩手県道102号石鳥谷大迫線）
- 103 花卷和賀線（日语：岩手県道103号花巻和賀線）
- 104 沖田澀民線（日语：岩手県道104号沖田渋民線）
- 105 猿澤東山線（日语：岩手県道105号猿沢東山線）
- 106 前澤東山線（日语：岩手県道106号前沢東山線）
- 107 矢越停車場線（日语：岩手県道107号矢越停車場線）
- 108 江刺金崎線（日语：岩手県道108号江刺金ケ崎線）
- 109 石鳥谷花卷溫泉線（日语：岩手県道109号石鳥谷花巻温泉線）
- 110 平泉停車場中尊寺線（日语：岩手県道110号平泉停車場中尊寺線）（舊國道4號）
- 111 日詰停車場線（日语：岩手県道111号日詰停車場線）
- 112 北上停車場線（日语：岩手県道112号北上停車場線）
- 113 水澤停車場線（日语：岩手県道113号水沢停車場線）（舊國道4號）
- 114 二戶停車場線（日语：岩手県道114号二戸停車場線）（舊名：二戶安代線）
- 115 茂市停車場線（日语：岩手県道115号茂市停車場線）（舊國道340號（日语：国道340号））
- 116 （缺號。在2015年（平成27年）3月31日前曾經有花卷停車場線（日语：岩手県道116号花巻停車場線）（舊國道4號））
- 117 石鳥谷停車場線（日语：岩手県道117号石鳥谷停車場線）
- 118 安心湯田停車場線（日语：岩手県道118号ほっとゆだ停車場線）（舊名：陸中川尻停車場線）
- 119 仙北町停車場線（日语：岩手県道119号仙北町停車場線）
- 120 不動盛岡線（日语：岩手県道120号不動盛岡線）（在盛岡市津志田西二丁目至明治橋南十字路口之間與國道46號、縣道36號上米內湯澤線、國道4號和縣道16號盛岡環狀線重疊）
- 121 遠野停車場線（日语：岩手県道121号遠野停車場線）
- 122 夏油溫泉江釣子線（日语：岩手県道122号夏油温泉江釣子線）※
- 123 （缺號。在2015年（平成27年）3月31日前曾經有花卷溫泉鄉線（日语：岩手県道123号花巻温泉郷線））
- 124 久慈停車場線（日语：岩手県道124号久慈停車場線）
- 125 陸中夏井停車場線（日语：岩手県道125号陸中夏井停車場線）
- 126 田山停車場線（日语：岩手県道126号田山停車場線）
- 127 荒屋新町停車場線（日语：岩手県道127号荒屋新町停車場線）
- 128 廚川停車場線（日语：岩手県道128号厨川停車場線）
- 129 好摩停車場線（日语：岩手県道129号好摩停車場線）（好摩口丁字路口至澀民繞道（日语：渋民バイパス）北口丁字路口之間為舊國道4號。好摩口丁字路口至好摩夏間木＜好摩站西出口附近＞與縣道301號澀民田頭線重疊）
- 130 大釜停車場線（日语：岩手県道130号大釜停車場線）（舊名：盛岡環狀線）
- 131 小岩井停車場線（日语：岩手県道131号小岩井停車場線）
- 132 上盛岡停車場線（日语：岩手県道132号上盛岡停車場線）
- 133 湯田錦秋湖停車場線（日语：岩手県道133号ゆだ錦秋湖停車場線）（舊名：陸中大石停車場線）
- 134 山目停車場線（日语：岩手県道134号山目停車場線）
- 135 摺澤停車場線（日语：岩手県道135号摺沢停車場線）
- 136 折壁停車場線（日语：岩手県道136号折壁停車場線）（舊國道284號（日语：国道284号））
- 137 金崎停車場線（日语：岩手県道137号金ケ崎停車場線）
- 138 宮古停車場線（日语：岩手県道138号宮古停車場線）
- 139 陸中中野停車場線（日语：岩手県道139号陸中中野停車場線）（舊國道45號）
- 140 新月停車場線（日语：岩手県道140号新月停車場線）
- 141 （缺號。2022年（令和4年）3月31日前曾經有陸前高田停車場線（日语：岩手県道141号陸前高田停車場線）（舊國道45號）[2]）
- 142 川內停車場線（日语：岩手県道142号川内停車場線）（舊國道106號）
- 143 陸中川井停車場線（日语：岩手県道143号陸中川井停車場線）
- 144 六原停車場線（日语：岩手県道144号六原停車場線）
- 145 大槌停車場線（日语：岩手県道145号大槌停車場線）
- 146 鵜住居停車場線（日语：岩手県道146号鵜住居停車場線）
- 147 陸中山田停車場線（日语：岩手県道147号陸中山田停車場線）
- 148 和賀仙人停車場線（日语：岩手県道148号和賀仙人停車場線）
- 149 侍濱停車場線（日语：岩手県道149号侍浜停車場線）
- 150 種市停車場線（日语：岩手県道150号種市停車場線）
- 151 村崎野停車場線（日语：岩手県道151号村崎野停車場線）
- 152 古館停車場線（日语：岩手県道152号古舘停車場線）
- 153 侍濱停車場阿子木線（日语：岩手県道153号侍浜停車場阿子木線）（舊名：侍濱停車場二屋線）
- 154 江釣子停車場線（日语：岩手県道154号江釣子停車場線）
- 155 （缺號。曾經有藤澤大籠線。隨著道路改善而改號為295號）
- 156 岩明岩谷堂線（日语：岩手県道156号岩明岩谷堂線）
- 157 岩手川口停車場線（日语：岩手県道157号岩手川口停車場線）（舊國道4號）
- 158 藪川川口線（日语：岩手県道158号藪川川口線）（部分區間在大型車輛通過時會比較困難）
- 159 久田笹長根線（日语：岩手県道159号久田笹長根線）
- 160 土淵達曾部線（日语：岩手県道160号土淵達曽部線）
- 161 達曾部下宮守線（日语：岩手県道161号達曽部下宮守線）
- 162 紫波雫石線（日语：岩手県道162号紫波雫石線）（紫波和雫石兩町不能互相通行）※
- 163 津輕石停車場線（日语：岩手県道163号津軽石停車場線）
- 164 明戶八木線（日语：岩手県道164号明戸八木線）
- 165 （缺號。2016年（平成28年）3月31日前曾設有岩崎藤根線（日语：岩手県道165号岩崎藤根線）。後來該縣道變成縣道302號前澤北上線後便廢除）
- 166 （缺號。2016年（平成28年）3月31日前曾設有藤根停車場線（日语：岩手県道166号藤根停車場線）。後來該縣道變成縣道302號前澤北上線後便廢除）
- 167 釜石住田線（日语：岩手県道167号釜石住田線）※
- 168 薄衣舞川線（日语：岩手県道168号薄衣舞川線）（部分區間在大型車輛通過時會比較困難）
- 169 澀民川又線（日语：岩手県道169号渋民川又線）
- 170 松草停車場線（日语：岩手県道170号松草停車場線）（舊國道106號（日语：国道106号））
- 171 大川松草線（日语：岩手県道171号大川松草線）※
- 172 盛岡鶯宿溫泉線（日语：岩手県道172号盛岡鶯宿温泉線）
- 173 田野畑岩泉線（日语：岩手県道173号田野畑岩泉線）（舊名：姬松岩泉線）
- 174 小友米里線（日语：岩手県道174号小友米里線）※
- 175 陸中折居停車場線（日语：岩手県道175号陸中折居停車場線）
- 176 （缺號。在2016年（平成28年）3月31日前曾設有供養塚折居線（日语：岩手県道176号供養塚折居線）。後來該縣道變成縣道302號前澤北上線後便廢除）
- 177 有藝田老線（日语：岩手県道177号有芸田老線）（部分區間在大型車輛通過時會比較困難）
- 178 下宮守田瀨線（日语：岩手県道178号下宮守田瀬線）
- 179 玉里梁川線（日语：岩手県道179号玉里梁川線）
- 180 上有住日頃市線（日语：岩手県道180号上有住日頃市線）※
- 181 道前淨法寺線（日语：青森県道・岩手県道181号道前浄法寺線）（同為青森縣道）
- 182 野野上斗內線（日语：岩手県道・青森県道182号野々上斗内線）（同為青森縣道）
- 183 若柳花泉線（日语：宮城県道・岩手県道183号若柳花泉線）（同為宮城縣道）
- 184 石越白崖線（日语：宮城県道・岩手県道184号石越白崖線）（同為宮城縣道。在2019年（令和元年）5月14日從石越停車場白崖線變更而成[3]）
- 185 有壁若柳線（日语：宮城県道・岩手県道185号有壁若柳線）（同為宮城縣道。通稱「若柳街道」）
- 186 油島栗駒線（日语：岩手県道・宮城県道186号油島栗駒線）（同為宮城縣道）
- 187 大門有壁線（日语：岩手県道・宮城県道187号大門有壁線）（同為宮城縣道）
- 188 綱木黄海線（日语：宮城県道・岩手県道188号綱木黄海線）（同為宮城縣道。部分區間在大型車輛通過時會比較困難）
- 189 東和薄衣線（日语：宮城県道・岩手県道189号東和薄衣線）（同為宮城縣道。部分區間在大型車輛通過時會比較困難）
- 190 花泉迫線（日语：岩手県道・宮城県道190号花泉迫線）（同為宮城縣道。岩手縣最南縣道。在2019年（令和元年）5月14日前名為石森永井線[3]）
- 191 大更停車場線（日语：岩手県道191号大更停車場線）（舊國道282號（日语：国道282号））
- 192 後藤野野中線（日语：岩手県道192号後藤野野中線）
- 193 唐丹日頃市線（日语：岩手県道193号唐丹日頃市線）※
- 194 西山生保內線（日语：岩手県道・秋田県道194号西山生保内線）（同為秋田縣道。不能通行至秋田縣界）※
- 195 田山花輪線（日语：岩手県道・秋田県道195号田山花輪線）（同為秋田縣道。舊國道282號）※
- 196 膽澤金崎線（日语：岩手県道196号胆沢金ケ崎線）
- 197 田原折居線（日语：岩手県道197号田原折居線）
- 198 志和石鳥谷線（日语：岩手県道198号志和石鳥谷線）
- 199 （缺號。在2016年（平成28年）3月31日前曾設有大更好摩線（日语：岩手県道199号大更好摩線）。舊名：西根好摩線。舊鹿角街道。後來併入至縣道301號澀民田頭線後廢除）

### 200-299
- 200 花輪千德線（日语：岩手県道200号花輪千徳線）
- 201 千德停車場線（日语：岩手県道201号千徳停車場線）（最短的岩手縣道）
- 202 普代小屋瀨線（日语：岩手県道202号普代小屋瀬線）（部分區間在大型車輛通過時會比較困難。部分區間還未鋪設柏油路）※
- 203 奧中山停車場線（日语：岩手県道203号奥中山停車場線）（奧中山站改名後，道路名稱沒有改變）
- 204 大志田停車場線（日语：岩手県道204号大志田停車場線）（幾乎全個區間沒有鋪設柏油路。大志田站在2016年（平成28年）3月25日起廢除）※
- 205 不動矢巾停車場線（日语：岩手県道205号不動矢巾停車場線）
- 206 相川平泉線（日语：岩手県道206号相川平泉線）
- 207 矢巾停車場線（日语：岩手県道207号矢巾停車場線）
- 208 大生德田線（日语：岩手県道208号大ケ生徳田線）（盛岡市乙部地區部分區間為舊國道396號（日语：国道396号）。盛岡市黑川至矢巾町東德田至國道4號路口之間與縣道502號盛岡矢巾單車道線重疊）
- 209 崎濱港線（日语：岩手県道209号崎浜港線）
- 210 一戶淨法寺線（日语：岩手県道210号一戸浄法寺線）
- 211 雫石停車場線（日语：岩手県道211号雫石停車場線）（舊國道46號）
- 212 雫石東八幡平線（日语：岩手県道212号雫石東八幡平線）（起點至上町西十字路口之間的區間為舊國道46號。八幡平市與雫石町邊界車輛不可通行。）※
- 213 花卷機場停車場線（日语：岩手県道213号花巻空港停車場線）（舊・二枚橋停車場線）
- 214 羽黑堂二枚橋線（日语：岩手県道214号羽黒堂二枚橋線）
- 215 湯川溫泉線（日语：岩手県道215号湯川温泉線）
- 216 八木港線（日语：岩手県道216号八木港線）
- 217 野田港線（日语：岩手県道217号野田港線）（舊國道45號）
- 218 藤澤津谷川線（日语：岩手県道218号藤沢津谷川線）
- 219 網張溫泉線（日语：岩手県道219号網張温泉線）（舊・小岩井收費道路）
- 220 氏子橋夕顏瀨線（日语：岩手県道220号氏子橋夕顔瀬線）（舊國道4號）
- 221 岩泉停車場線（日语：岩手県道221号岩泉停車場線）（JR東日本岩泉線在2014年（平成26年）3月31日廢除）
- 222 土澤停車場線（日语：岩手県道222号土沢停車場線）
- 223 盛岡瀧澤線（日语：岩手県道223号盛岡滝沢線）
- 224 八重畑小山田線（日语：岩手県道224号八重畑小山田線）
- 225 北上和賀線（日语：岩手県道225号北上和賀線）
- 226 佐倉河真城線（日语：岩手県道226号佐倉河真城線）（舊國道4號）
- 227 田代平西根線（日语：岩手県道227号田代平西根線）（舊津輕街道）※
- 228 佐比內彥部線（日语：岩手県道228号佐比内彦部線）（舊國道396號（日语：国道396号））
- 229 長部漁港線（日语：岩手県道229号長部漁港線）（舊國道45號）
- 230 丸森權現堂線（日语：岩手県道230号丸森権現堂線）（舊國道45號）
- 231 吉里吉里釜石線（日语：岩手県道231号吉里吉里釜石線）（舊國道45號）
- 232 （缺號，舊名：豐間根津輕石線。在1995年（平成7年）3月17日廢除[4]）
- 233 燒走線（日语：岩手県道233号焼走り線）
- 234 花卷雫石線（日语：岩手県道234号花巻雫石線）（部分區間在大型車輛通過時會比較困難）※
- 235 （缺號。在2016年（平成28年）3月31日前設有永澤水澤線（日语：岩手県道235号永沢水沢線）。後來縣道302號前澤北上線取代而廢除）
- 236 衣川水澤線（日语：岩手県道236号衣川水沢線）
- 237 長坂束稻前澤線（日语：岩手県道237号長坂束稲前沢線）
- 238 遠野住田線（日语：岩手県道238号遠野住田線）（舊國道283號（日语：国道283号））※
- 239 白崖彌榮線（日语：岩手県道239号白崖弥栄線）（部分區間在大型車輛通過時會比較困難）
- 240 本鄉五串線（日语：岩手県道240号本郷五串線）
- 241 上斗米金田一線（日语：岩手県道241号上斗米金田一線）
- 242 水海大渡線（日语：岩手県道242号水海大渡線）（舊國道45號）
- 243 新城馬口澤線（日语：岩手県道243号新城馬口沢線）（舊國道4號）
- 244 金田一溫泉線（日语：岩手県道244号金田一温泉線）（舊國道4號）
- 245 南笹間黑澤尻線（日语：岩手県道245号南笹間黒沢尻線）
- 246 世田米矢作線（日语：岩手県道246号世田米矢作線）※
- 247 角之濱玉川線（日语：岩手県道247号角ノ浜玉川線）（舊國道45號。最北岩手縣道）
- 248 淨土濱線（日语：岩手県道248号浄土ケ浜線）（舊・淨土濱收費道路）
- 249 櫻峠平田線（日语：岩手県道249号桜峠平田線）（舊國道45號）
- 250 吉濱上荒川線（日语：岩手県道250号吉浜上荒川線）（舊國道45號）
- 251 玉里水澤線（日语：岩手県道251号玉里水沢線）
- 252 清水野村崎野線（日语：岩手県道252号清水野村崎野線）
- 253 元木江刈內線（日语：岩手県道253号元木江刈内線）（舊國道281號（日语：国道281号））
- 254 相去飯豐線（日语：岩手県道254号相去飯豊線）（舊國道4號）
- 255 廣瀨三尻線（日语：岩手県道255号広瀬三ケ尻線）
- 256 野野上下斗米線（日语：岩手県道256号野々上下斗米線）
- 257 岩手大更線（日语：岩手県道257号岩手大更線）（舊名：岩手西根線）
- 258 繋溫泉線（日语：岩手県道258号繋温泉線）（與縣道502號盛岡矢巾單車道線重疊）
- 259 崎山宮古線（日语：岩手県道259号崎山宮古線）（舊國道45號。在宮古市鍬崎地區內設有單程路區間）
- 260 一關平泉線（日语：岩手県道260号一関平泉線）（舊國道4號）
- 261 中里堀切線（日语：岩手県道261号中里堀切線）（在2014年（平成26年）4月1日前從中里西平線改名[1]）
- 262 沖田田原線（日语：岩手県道262号沖田田原線）※
- 263 折壁大原線（日语：岩手県道263号折壁大原線）※
- 264 二戶輕米線（日语：岩手県道264号二戸軽米線）
- 265 中寺林犬淵線（日语：岩手県道265号中寺林犬淵線）（舊國道4號）
- 266 國見溫泉線（日语：岩手県道266号国見温泉線）（舊國道46號）※
- 267 松川千厩線（日语：岩手県道267号松川千厩線）
- 268 野田長內線（日语：岩手県道268号野田長内線）（舊國道45號）
- 269 明戶種市線（日语：岩手県道269号明戸種市線）
- 270 西根佐倉河線（日语：岩手県道270号西根佐倉河線）（舊國道4號）
- 271 姊帶戶田線（日语：岩手県道271号姉帯戸田線）（部分不能通行）※
- 272 戶田荷輕部線（日语：岩手県道272号戸田荷軽部線）※
- 273 安家玉川線（日语：岩手県道273号安家玉川線）（部分區間在大型車輛通過時會比較困難）
- 274 二戶一戶線（日语：岩手県道274号二戸一戸線）（舊國道4號。一戶繞道（日语：一戸バイパス）北出口至二戶繞道（日语：二戸バイパス）南出口之間與國道4號重疊）
- 275 碁石海岸線（日语：岩手県道275号碁石海岸線）
- 276 （缺號。舊名：六原永澤線。在1995年（平成7年）3月17日廢除[4]）
- 277 宮古港線（日语：岩手県道277号宮古港線）
- 278 鵜飼安達巢子線（日语：岩手県道278号鵜飼安達巣子線）（隨著舊瀧澤村升格至「瀧澤市」，在2014年（平成26年）1月1日從鵜飼瀧澤線改名而成）
- 279 侍濱夏井線（日语：岩手県道279号侍浜夏井線）（舊國道45號）
- 280 大槌小鎚線（日语：岩手県道280号大槌小鎚線）（舊國道45號）
- 281 矢巾西安庭線（日语：岩手県道281号矢巾西安庭線）（舊名：西安庭津志田線。曾經冬季會把道路封閉，隨著路線變更，於2013年起變成全年均可通行）
- 282 東山薄衣線（日语：岩手県道282号東山薄衣線）
- 283 衣川前澤線（日语：岩手県道283号衣川前沢線）
- 284 花卷田瀨線（日语：岩手県道284号花巻田瀬線）
- 285 盛岡石鳥谷線（日语：岩手県道285号盛岡石鳥谷線）（盛岡市內整個區間和矢巾町內部分區間與縣道120號不動盛岡線重疊）
- 286 東和花卷溫泉線（日语：岩手県道286号東和花巻温泉線）
- 287 口內伊手線（日语：岩手県道287号口内伊手線）
- 288 （缺號。在2016年（平成28年）3月31日前設有北上水澤線（日语：岩手県道288号北上水沢線）。在縣道302號前澤北上線取代後廢除）
- 289 柴宿橫澤線（日语：岩手県道289号柴宿横沢線）（舊國道343號（日语：国道343号））
- 290 宮古山田線（日语：岩手県道290号宮古山田線）
- 291 小本港線（日语：岩手県道291号小本港線）
- 292 大野山形線（日语：岩手県道292号大野山形線）
- 293 本宮長田町線（日语：岩手県道293号本宮長田町線）（杜之道&Malios（日语：マリオス）路）
- 294 東宮野目二枚橋線（日语：岩手県道294号東宮野目二枚橋線）（花卷機場道路）
- 295 藤澤大籠線（日语：岩手県道・宮城県道295号藤沢大籠線）（同為宮城縣道，但是整個區間由岩手縣管理。從前的路線編號為155）
- 296 花卷機場連絡線（日语：岩手県道296号花巻空港インター線）
- 297 花卷停車場花卷溫泉鄉線（日语：岩手県道297号花巻停車場花巻温泉郷線）（在2015年（平成27年）4月1日，縣道116號花卷停車場線和縣道123號花卷溫泉鄉線合併而誕生）
- 298 山之神西宮野目線（日语：岩手県道298号山の神西宮野目線）（舊國道4號。在2015年（平成27年）4月1日，花卷東繞道（日语：花巻東バイパス）建成，並行的舊道變成縣道）
- 299 花卷南連絡線（日语：岩手県道299号花巻南インター線）（在2015年（平成27年）4月1日，縣道12號花卷大曲線的舊走線承繼下誕生）

### 300-318
- 300 三日町瀨原線（日语：岩手県道300号三日町瀬原線）（舊國道4號。在2015年（平成27年）4月1日，平泉繞道（日语：平泉バイパス）建成，並行的舊道變成縣道）
- 301 澀民田頭線（日语：岩手県道301号渋民田頭線）（澀民B.P.南口十字路口至好摩口丁字路之間為舊國道4號。在2016年（平成28年）4月1日，澀民繞道建成，並行的舊道變成縣道。同時，與花輪線並行的舊縣道199號大更好摩線也併入至此縣道）
- 302 前澤北上線（日语：岩手県道302号前沢北上線）（在2016年（平成28年）4月1日設定。由舊廣域農道升格至縣道。同時把縣道165、166、176、235、288號5條縣道廢除。）
- 303 - 317 （缺號）
- 318 八幡平公園線（日语：秋田県道・岩手県道318号八幡平公園線）（同為秋田縣道。通稱「八幡平樹海Line」。）※
- 319 - 500 （缺號）

### 500-503
- 501 北上花卷溫泉單車道線（日语：岩手県道501号北上花巻温泉自転車道線）（花卷站前至花卷溫泉之間使用了舊花卷電鐵（日语：花巻電鉄）廢線）
- 502 盛岡矢巾單車道線（日语：岩手県道502号盛岡矢巾自転車道線）（通稱「盛岡單車徑」）
- 503 遠野東和單車道線（日语：岩手県道503号遠野東和自転車道線）

## 備註
1. 1 2 3  平成26年4月1日岩手県告示第294号「県道路線の変更」《岩手県公報》第11360號
2. ↑   (PDF). 岩手縣. 2022-03-31  [2022-05-12]. （原始内容存档于2022-10-11） （日语）.
3. 1 2   (PDF). 岩手縣. 2019-05-14  [2019-06-03]. （原始内容存档 (PDF)于2022-10-16） （日语）.
4. 1 2   (PDF). 岩手縣. 2020-04-01  [2022-06-08]. （原始内容存档 (PDF)于2022-10-11） （日语）.

## 外部連結
- 岩手県 - 道路 （页面存档备份，存于）（日語）
- 県道生活@いわて （页面存档备份，存于）（日語）